# Impact Wrestling No Surrender
No Surrender is een professioneel worstelevenement dat georganiseerd wordt door de Amerikaanse worstelorganisatie Impact Wrestling (voorheen bekend als Total Nonstop Action Wrestling (TNA)). Het evenement was oorspronkelijk een pay-per-view (PPV) evenement. Het eerste evenement werd gehouden in juli 2005, maar toen de PPV namen voor 2006 werden gehusseld, werd deze verplaatst naar september. In december 2012, kondigde TNA aan dat het evenement werd afgelast. De laatste evenement vond plaats in de Impact Zone in september 2012. No Surrender hervatte als een speciale aflevering van Impact Wrestling in 2013, 2015 en 2015.

## Evenementen
| Evenement         | Datum             | Stad                    | Locatie                            | Main Event |
| ----------------- | ----------------- | ----------------------- | ---------------------------------- | --- |
| No Surrender 2005 | 17 juli 2005      | Orlando, Florida        | Impact Zone                        | Raven (c) vs. Abyss in een No Surrender Dog Collar match voor het NWA World Heavyweight Championship                                  |
| No Surrender 2006 | 24 september 2006 | Orlando, Florida        | Impact Zone                        | Jeff Jarrett vs. Samoa Joe in een Fan's Revenge Lumberjack match                                                                      |
| No Surrender 2007 | 9 september 2007  | Orlando, Florida        | Impact Zone                        | Kurt Angle (c) vs. Abyss voor het TNA World Heavyweight Championship                                                                  |
| No Surrender 2008 | 14 september 2008 | Oshawa, Ontario, Canada | General Motors Centre              | Samoa Joe (c) vs. Christian Cage vs. Kurt Angle in een Three Ways to Glory match voor het TNA World Heavyweight Championship          |
| No Surrender 2009 | 20 september 2009 | Orlando, Florida        | Impact Zone                        | Kurt Angle (c) vs. A.J. Styles vs. Hernandez vs. Matt Morgan vs. Sting in een 5-way match voor het TNA World Heavyweight Championship |
| No Surrender 2010 | 5 september 2010  | Orlando, Florida        | Impact Zone                        | Mr. Anderson vs. D'Angelo Dinero in de tweede halve finale van het TNA World Heavyweight Championship-toernooi                        |
| No Surrender 2011 | 11 september 2011 | Orlando, Florida        | Impact Zone                        | Kurt Angle (c) vs. Mr. Anderson vs. Sting in een 3-way match voor het TNA World Heavyweight Championship                              |
| No Surrender 2012 | 9 september 2012  | Orlando, Florida        | Impact Zone                        | Jeff Hardy vs. Bully Ray in de 2012 Bound for Glory Series finale match                                                               |
| No Surrender 2013 | 12 september 2013 | St. Louis, Missouri     | Chaifetz Arena                     | A.J. Styles vs. Magnus in de 2013 Bound for Glory Series finale match                                                                 |
| No Surrender 2014 | 17 september 2014 | New York                | Grand Ballroom                     | Lashley (c) vs. Bobby Roode voor het TNA World Heavyweight Championship                                                               |
| No Surrender 2015 | 5 augustus 2015   | Orlando, Florida        | Impact Zone                        | Ethan Carter III (c) vs. Matt Hardy in een Full Metal Mayhem match voor het TNA World Heavyweight Championship                        |
| No Surrender 2019 | 7 december 2019   | Dayton, Ohio            | The Brightside Music & Event Venue | Sami Callihan (c) vs. Rich Swann voor het Impact World Championship                                                                   |
| No Surrender 2021 | 13 februari 2021  | Nashville, Tennessee    | Skyway Studios                     | Rich Swann (c) vs. Tommy Dreamer voor het Impact World Championship                                                                   |